# Shunsuke Imamura
Shunsuke Imamura (* 14. Februar 1998 in Kurume) ist ein japanischer Radrennfahrer, der auf Straße und Bahn Rennen bestreitet.

## Sportliche Laufbahn
Schon der Vater von Shunsuke Imamura war Radrennfahrer. 2015 wurde er Junioren-Weltmeister im Punktefahren, im Jahr darauf gewann er in derselben Disziplin den Junioren-Titel bei den asiatischen Radsportmeisterschaften. 2017 errang er seine ersten beiden japanischen Meistertitel in der Elite. 2018 sowie 2020 wurde er Asienmeister in der Mannschaftsverfolgung. Bei den Asienspielen 2018 belegte er im Zweier-Mannschaftsfahren (mit Eiya Hashimoto) und in der Mannschaftsverfolgung (mit Shogo Ichimaru, Eiya Hashimoto und Ryo Chikatani) jeweils Platz drei. 2019 wurde er zudem japanischer U23-Meister im Einzelzeitfahren auf der Straße. Gemeinsam mit Chikatani, Kazushige Kuboki, Keitaro Sawada und Hashimoto wurde er 2020 Asienmeister in der Mannschaftsverfolgung.
Am 23. November 2020 setzte Imamura im Izu Velodrome mit 52,468 Kilometern eine erste Marke für einen japanischen Stundenrekord.

## Erfolge

### Bahn
2015
- Junioren-Weltmeister – Punktefahren

2016
- Asiatischer Junioren-Meister – Punktefahren

2017
- Japanischer Meister – Punktefahren, Mannschaftsverfolgung (mit Hiroto Harai, Yuto Takahashi und Riku Hashimoto)

2018
- Asienspiele – Zweier-Mannschaftsfahren (mit Eiya Hashimoto), Mannschaftsverfolgung (mit Shogo Ichimaru, Eiya Hashimoto und Ryo Chikatani)
- Asienmeister – Mannschaftsverfolgung (mit Ryo Chikatani, Shogo Ichimaru und Keitaro Sawada)

2019
- Japanischer Meister – Mannschaftsverfolgung (mit Ryo Chikatani, Kazushige Kuboki und Eiya Hashimoto)

2020
- Asienmeister – Mannschaftsverfolgung (mit Ryo Chikatani, Kazushige Kuboki, Keitaro Sawada und Eiya Hashimoto)

2021
- Japanischer Meister – Ausscheidungsfahren, Einerverfolgung, Punktefahren, Zweier-Mannschaftsfahren (mit Tetsuo Yamamoto), Mannschaftsverfolgung (mit Tetsuo Yamamoto, Shoki Kawano, Eiya Hashimoto und Naoki Kojima)

2022
- Japanischer Meister – Zweier-Mannschaftsfahren (mit Kazushige Kuboki), Mannschaftsverfolgung (mit Kazushige Kuboki, Naoki Kojima und Shoi Matsuda)

2023
- Weltmeisterschaft – Omnium

### Straße
2019
- Japanischer U23-Meister – Einzelzeitfahren

2022
- zwei Etappen Tour de Hokkaidō

2025
- Japanischer Meister – Einzelzeitfahren